# Land Lomscha

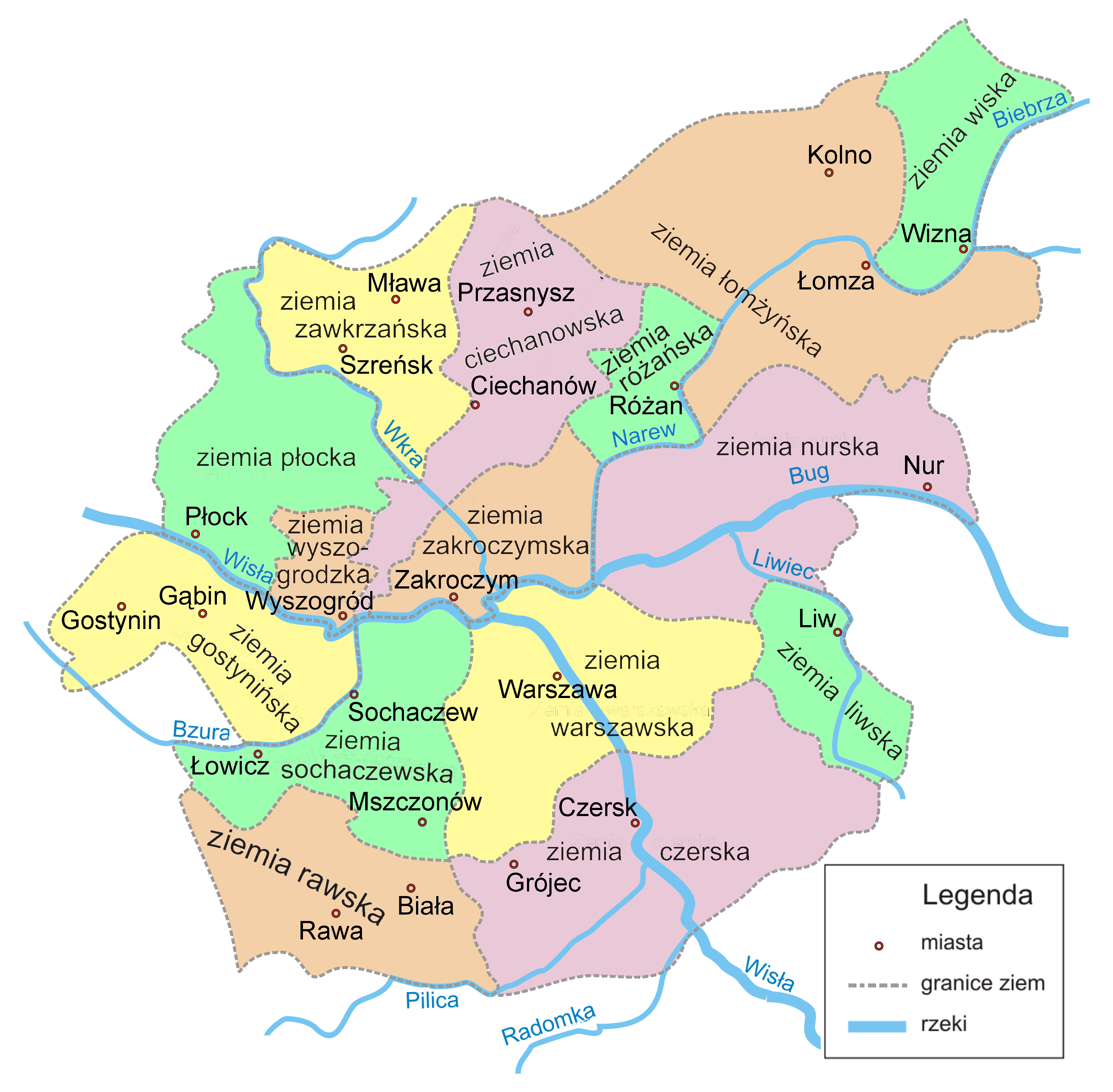
Auf einer Karte des mittelalterliche Masowiens

Land Lomscha (lateinisch districtus / terra lomzensis, polnisch Ziemia łomżyńska) ist die Bezeichnung für ein Herrschafts- und Verwaltungsgebiet an der mittleren Narew seit dem Hochmittelalter. Sie gehörte historisch zu Masowien, ist heute jedoch größtenteils Teil der polnischen Woiwodschaft Podlachien.

## Geschichte

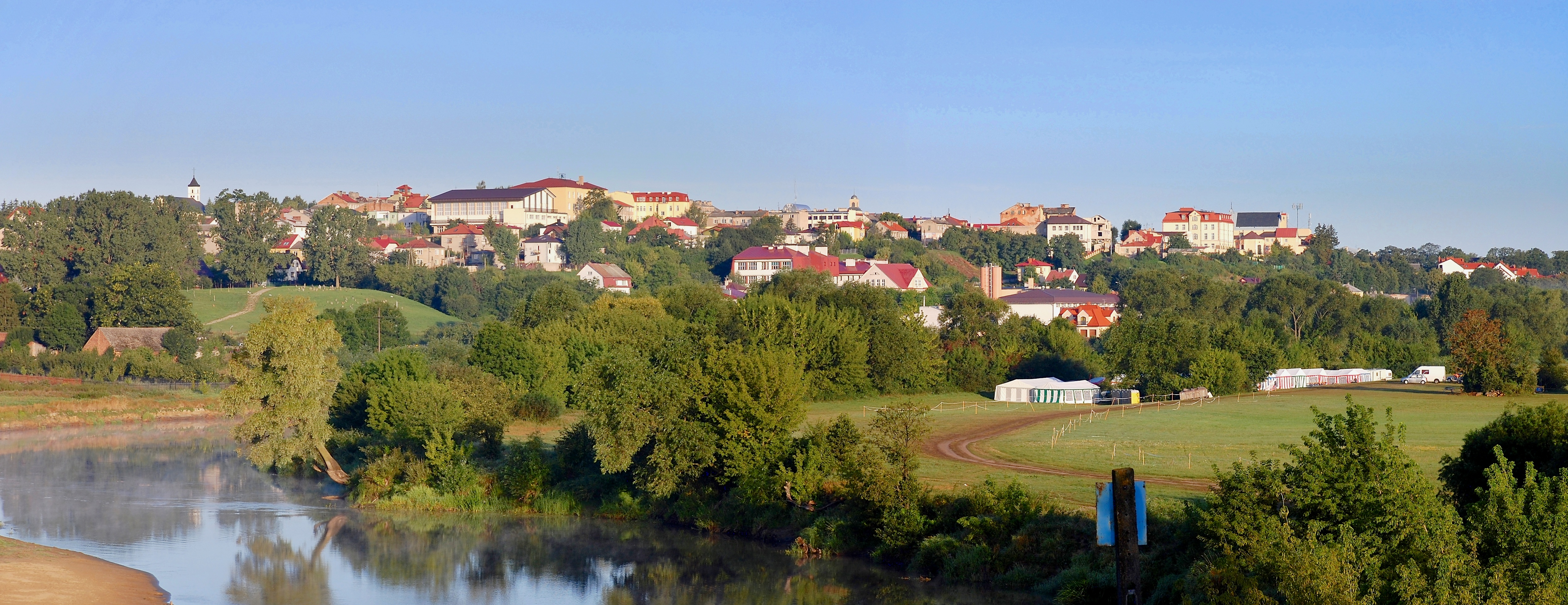
Narew in Łomża

Die Gegend wurde bereits im Frühmittelalter von den Masowiern besiedelt. Bereits im 11. Jahrhundert wurden zahlreiche Burganlagen an der Narew und Biebrza erwähnt. Hauptstadt des Landes Lomscha war seit Anfang an das namensgebende Łomża. Weitere wichtige Orte waren Ostrołęka, Zambrów, Nowogród, Wizna und Kolno. 1138 entstand im Rahmen der Aufteilung Polens das Herzogtum Masowien, das zeitweilige in weitere Herzogtümer zerfiel. Siemowit III. übernahm 1355 das östliche Masowien, das später unter seine Söhne aufgeteilt wurde. Das Land Lomscha fiel an Janusz I., der es als eigene Verwaltungseinheit neuorganisierte und einigen Städten das Kulmer Recht verlieh. Nach dem Tod von Janusz III. fällt Masowien als erledigtes Lehen an die polnische Krone zurück. Der Anteil der kleinadeligen Szlachta an der Bevölkerung war sehr hoch. Während der Zeit der Adelsrepublik Polen-Litauen betrug er fast 50 % der Gesamtbevölkerung. Hierbei handelte es sich jedoch um Kleinstgrundbesitzer, die sich von freien Bauern nur durch ihre adelige Abstammung unterschieden. Im Rahmen der Polnischen Teilungen fällt das Land Lomscha Ende des 18. Jahrhunderts zunächst an Preußen (Neuostpreußen). 1798 wird das Bistum Łomża gegründet. 1807 kommt das Land Lomscha an das Herzogtum Warschau. Nach dem Wiener Kongress wird es Teil von Kongresspolen. Im 19. und 20. Jahrhundert teilt es das Schicksal Masowiens. Seit der Neugliederung Polens 1999 liegt der Großteil des Landes Lomscha in der Woiwodschaft Podlachien, ein kleiner Teil gehört zur Woiwodschaft Masowien.